# Vicente de Bragança Cunha
Vicente de Bragança Cunha (?-1943) foi um escritor e jornalista português.
Publicou alguns estudos sobre a história de Portugal.
Entre os anos de 1919 e 1922 foi diretor do periódico A Índia Portuguesa, em Salsete, na Índia.

## Obras
- 1911: Eight centuries of Portuguese monarchy
- 1926: Literatura indo-portuguêsa
- 1938: Revolutionary Portugal (1910-1936)